# Hans Grabowski
Hans Grabowski (4 de maio de 1934 – 17 de novembro de 2008) foi um informático alemão.

## Biografia
Grabowski estudou de 1951 a 1954 na Escola de Engenharia de Magdeburgo. Em 1972 obteve um doutorado na Universidade Técnica da Renânia do Norte-Vestfália em Aachen com a tese "Ein System zur technischen Angebotsplanung in Unternehmen mit auftragsgebundener Fertigung". Em 1971 publicou o primeiro livro em alamão sobre aplicação computacional, "Rechnergestütztes Konstruieren".
Em 1975 foi chamado para Professor de Informática Aplicada na Universidade de Karlsruhe.

## Obras
- Hans Grabowski: „Rechnergestütztes Konstruieren“, 1971
- Dieter Richter, Hans Grabowski: Engineering Information in Data Bases and Knowledge Based Systems, Wiley-VCH 1990, ISBN 3055012720
- Hans Grabowski, Reiner Anderl, Michael J. Pratt: Advanced Modelling for CAD/CAM Systems, Springer-Verlag 1991, ISBN 3540539433
- Erich Frese, Hans Grabowski, Klaus Heinz, Hans-Jörg Bullinger (Herausgeber): Lernende Organisationen. Konzepte, Methoden und Erfahrungsberichte, Schäffer-Poeschel Verlag 1996, ISBN 3791010832
- Hans Grabowski, Stefan Rude: Informationslogistik. Rechnerunterstützte unternehmensübergreifende Kooperation, Teubner 1999, ISBN 3519063840
- Hans Grabowski, Ralf Lossack, Jörg Weißkopf: Datenmanagement in der Produktentwicklung, Fachbuchverlag Leipzig 2001, ISBN 3446216987
- Hans Grabowski, Reiner Anderl: Produktdatenaustausch und CAD-Normteile. Für Konstruktionsleiter, Normstellenleiter, CAD-Projektleiter, DV-Leiter, Shaker Verlag 2002, ISBN 3816906060
- Hans Grabowski: Rechnerunterstützte Produktentwicklung und -herstellung - auf Basis eines integrierten Produkt- und Produktionsmodells, Shaker Verlag 2002, ISBN 3832204407
- Hans Grabowski, Thomas Paral: Erfolgreich Produkte entwickeln: Methoden. Prozesse. Wissen, LOG X 2004, ISBN 3932298233